# Тавтомерия
Тавтомерията в химията е изомерия, при която веществата могат да преминават от една форма в друга.
Така например етиловият естер на ацетоцетната киселина съществува в кетонна и енолна форма.
В тавтомерни отношения могат да бъдат и изомери, при които се преразпределят валентностите между атомите на скелета на молекулата без миграция на заместители.